# Rijksbeschermd gezicht Vianen
Gezicht Vianen is een van rijkswege beschermd stadsgezicht in Vianen in de Nederlandse provincie Utrecht. De procedure voor aanwijzing werd gestart op 14 november 1972. Het gebied werd op 23 juni 1975 definitief aangewezen. Het beschermd gezicht beslaat een oppervlakte van 30,8 hectare.
Panden die binnen een beschermd gezicht vallen krijgen niet automatisch de status van beschermd monument. Wel zal de gemeente het bestemmingsplan aanpassen om nieuwe ontwikkelingen in het gebied te reguleren. De gezichtsbescherming richt zich op de stedenbouwkundige en cultuurhistorische waardering van een gebied en wil het toekomstig functioneren daarvan veiligstellen.